# Idaea oloraria
Idaea oloraria är en fjärilsart som beskrevs av Adolph Rössler 1857. Idaea oloraria ingår i släktet Idaea och familjen mätare. Inga underarter finns listade i Catalogue of Life.